# Javier Campano
Javier Campano (Madrid, 1950) es un fotógrafo español. Destaca su exposición retrospectiva Hotel Mediodía, Madrid en 2004 o Campano en color en la Sala Canal de Isabel II, Madrid en 2017. La Comunidad de Madrid le otorgó el Premio Cultura 2013 en la categoría de Fotografía. Su obra se encuentra representada en colecciones como Museo Nacional Centro de Arte Reina Sofía, Museo de Teruel, Fundación Telefónica, Fundación La Caixa, Banco de España o Comunidad de Madrid.

## Trayectoria
A mediados de los años 70 comenzó a interesarse por la fotografía y a relacionarse con otros artistas comprometidos con la renovación de la fotografía en España en torno a la escuela y galería Photocentro, es allí, en 1979 donde tuvo lugar su primera exposición individual. A partir de entonces no dejará de involucrarse en proyectos expositivos y editoriales como las revistas de vanguardia Nueva Lente, Poesía o Buades. Desde el inicio mantuvo su propio laboratorio fotográfico donde siempre reveló sus fotos en blanco y negro, es a partir de 2010 cuando experimenta un cambio dejando de utilizar la cámara analógica y el blanco y negro para centrarse en el color.
Entre sus trabajos monográficos expuestos sobre arquitectura están La ciudad moderna. Arquitectura racionalista valenciana, IVAM. Valencia, 1998. Arquitectura del Banco de España. Imágenes de un edificio histórico, Madrid, 2001 o Muller-Campano. Proceso de rehabilitación del Palacio de Cibeles. CentroCentro, Madrid, 2011. Entre los años 2011 y 2012 realizó en Madrid una serie de fotografías de fachadas, pintadas por ciudadanos anónimos que, a través del objetivo y una precisa composición del fotógrafo, hacen referencia a obras de pintores reconocibles en la historia de la pintura abstracta del siglo XX. Estas fotografías forman parte  del libro Pinturas de paso junto a un texto de Juan Bonilla.

## Libros publicados
- Porto, poesia da cidade, texto de Helder Pacheco, Prosegur, Madrid, 1997. ISBN 84-7009-530-7
- Javier Campano. Biblioteca de fotógrafos madrileños siglo xx, textos de José Andrés Rojo y M. G. Alquier B. Caja Madrid/ Taller de Arte, Madrid, 1998. ISBN 84-88458-67-3
- Lisboa, cidade que navega, Prosegur, Madrid, 1998. ISBN 84-923962-6-1
- Negro y blanco, Obra social y cultural Caja Cantabría, Santander, 1998. ISBN 84-923361-3-7
- La ciudad moderna, Arquitectura racionalista valenciana, IVAM, Valencia, 1998. ISBN 84-482-1666-0
- Coimbra, flor das cidades, Prosegur, Madrid, 1999. ISBN 84-930522-8-0
- Braga, a cidade e o tempo, Prosegur, Madrid, 2000. ISBN 84-95457-04-0
- Arquitectura del Banco de España. Imágenes de un edificio histórico, ediciones El Viso, Madrid, 2001. ISBN 84-7793-773-7
- Cascais, Estoril, Sintra, lugares de sonho, Prosegur, Madrid, 2001. ISBN 84-95457-17-2
- Javier Campano. Hotel Mediodía, textos de Juan Manuel Bonet y Horacio Fernández, Aldeasa, Madrid, 2004. ISBN 84-8003-929-9
- Madrid. Javier Campano, Sociedad Pública Turismo Madrid, 2010. ISBN 978-84-613-7996-5
- Pinturas de Paso,This Side Up, texto de Juan Bonilla, Madrid, 2015. ISBN 978-84-942408-3-6
- Campano en color, Comunidad de Madrid, 2017. ISBN 978-84-451-3582-2